# Pofalići II
Pofalići II su mjesna zajednica u sarajevskoj općini Novo Sarajevo. Naselje karakterizira zanimljiva činjenica da na području koje obuhvaća nema ni jednog gospodarstvenog objekta. Uglavnom je riječ o individualnim stambenim objektima, dakle privatnim kućama izgrađenim bez odgovarajuće projektne dokumentacije. Vodstvo mjesne zajednice ima u planu veoma ambiciozne projekte, poput zaustavljanja “divlje gradnje”, reguliranja uličnog osvjetljenja, priključivanja dijela stambenih objekata na vodoopskrbnu mrežu, itd.
Prvi apostolski vikar u Bosni biskup fra Mato Delivić u svome izvješću iz 1737. godine naveo je mjesto Pofalić (Pofalich) u župi Sarajevo, s 4 katoličke kuće i 35 katolika.
Kod Pofalića se vodila velika bitka u obrani BiH 16. svibnja 1992. godine.

## Uprava

### Vijeće mjesne zajednice
1. Meho Zagorica
2. Elvedin Omanić
3. Senada Spahović
4. Selim Abaza
5. Husein Kulović

### Nadzorni odbor
1. Faruk Efendić
2. Aziz Tucak
3. Mustafa Šabanović

### Vijećnici
1. Faruk Efendić
2. Aziz Tucak

## Nacionalna struktura stanovništva (2002.)
- Bošnjaci 97,64 %
- Hrvati 0,62 %
- Srbi 1,42 %